# Hvožďany (Plzeň)
Hvožďany è un comune della Repubblica Ceca facente parte del distretto di Domažlice, nella regione di Plzeň.